# De Ster (Rotterdam)
De Ster is een 8-kante stellingmolen uit 1866 gelegen aan de Kralingse Plas in Rotterdam, naast molen De Lelie. In deze twee windmolens worden nog altijd snuiftabak en specerijen gemalen.
De Ster is gebouwd op de fundering van een eerdere korenmolen met dezelfde naam, die in 1865 afbrandde. Bij de bouw werden onderdelen gebruikt van een andere snuifmolen, De Stier, die in Rijswijk heeft gestaan.
De molen brandde op 13 juli 1962 af en werd in 1969 herbouwd. I.J. de Kramer was als molinoloog betrokken bij de opbouw. De constructietekeningen van molen en maalwerk en bouwkundige begeleiding van de bouw van de molen zijn verzorgd door Ing. C.M. Jol van Gemeentewerken Rotterdam. De reconstructie werd omgezet door de firma Wed. H. Dirkse uit Mijnsheerenland.
De Ster heeft een kollergang voor het malen van specerijen, vijf stampkuipen voor het hakken van snuiftabak en twee koppels maalstenen voor het malen van specerijen.

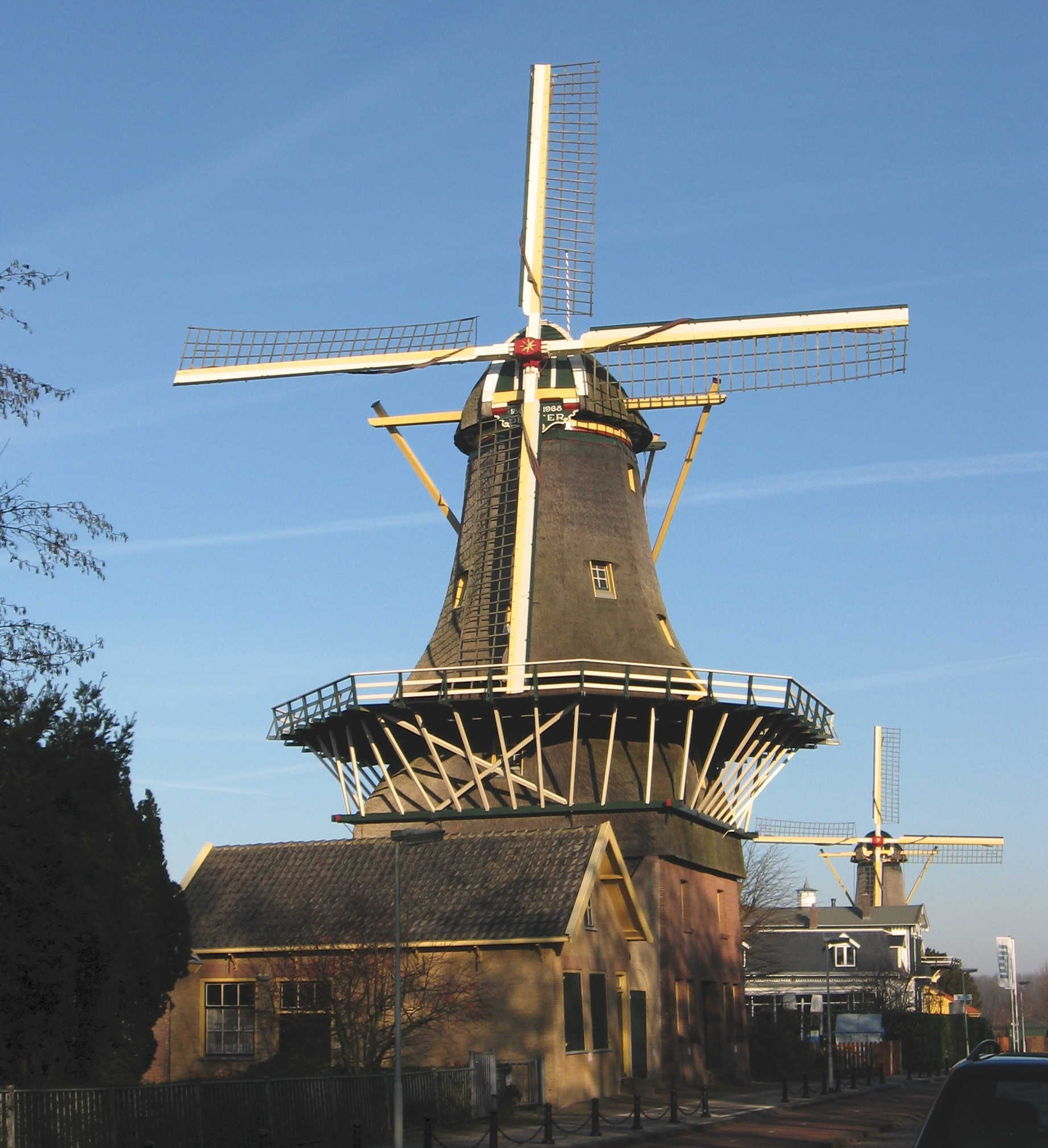
De Ster met op de achtergrond molen De Lelie

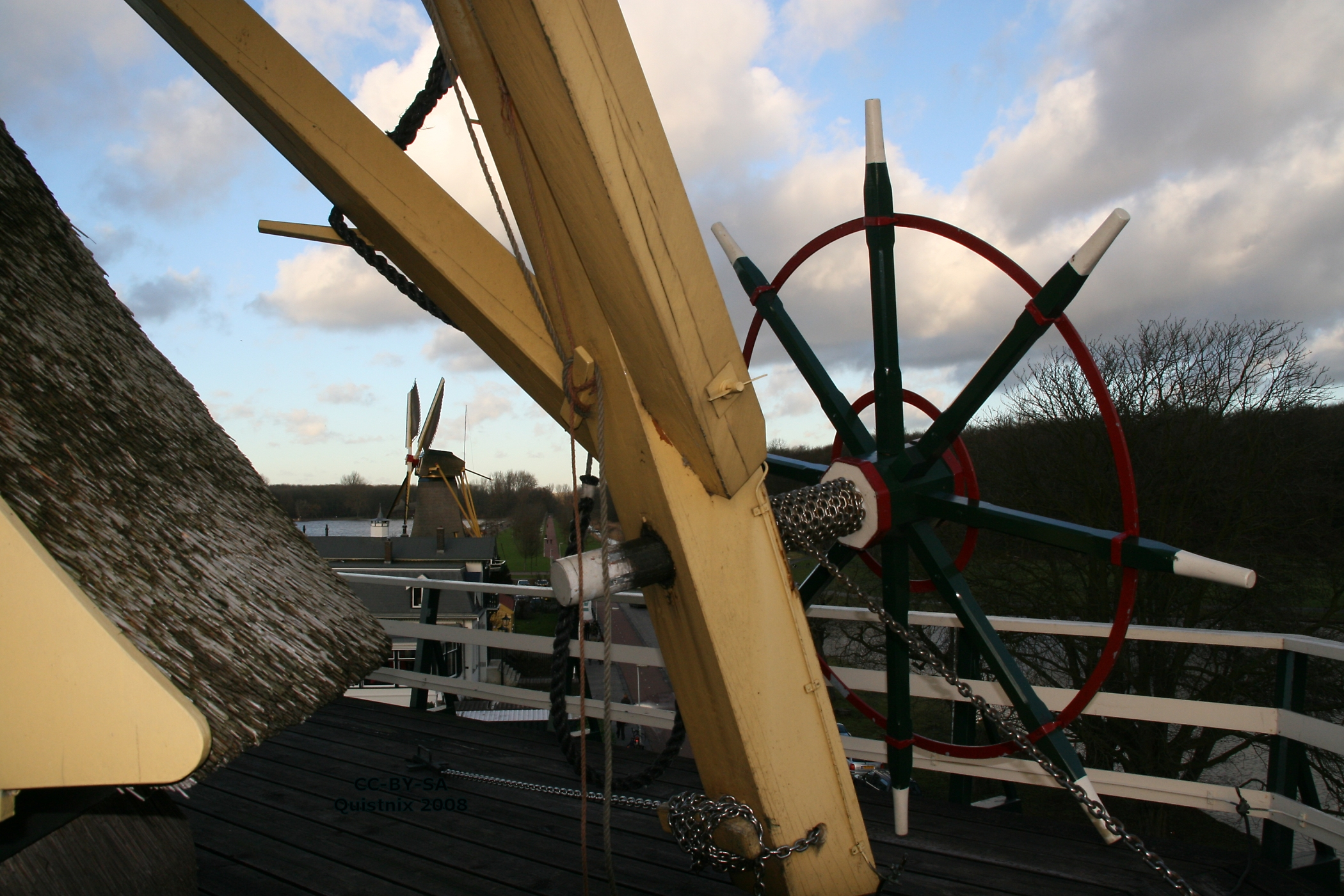
Zicht op De Lelie vanaf De Ster

## Foto's van het binnenwerk

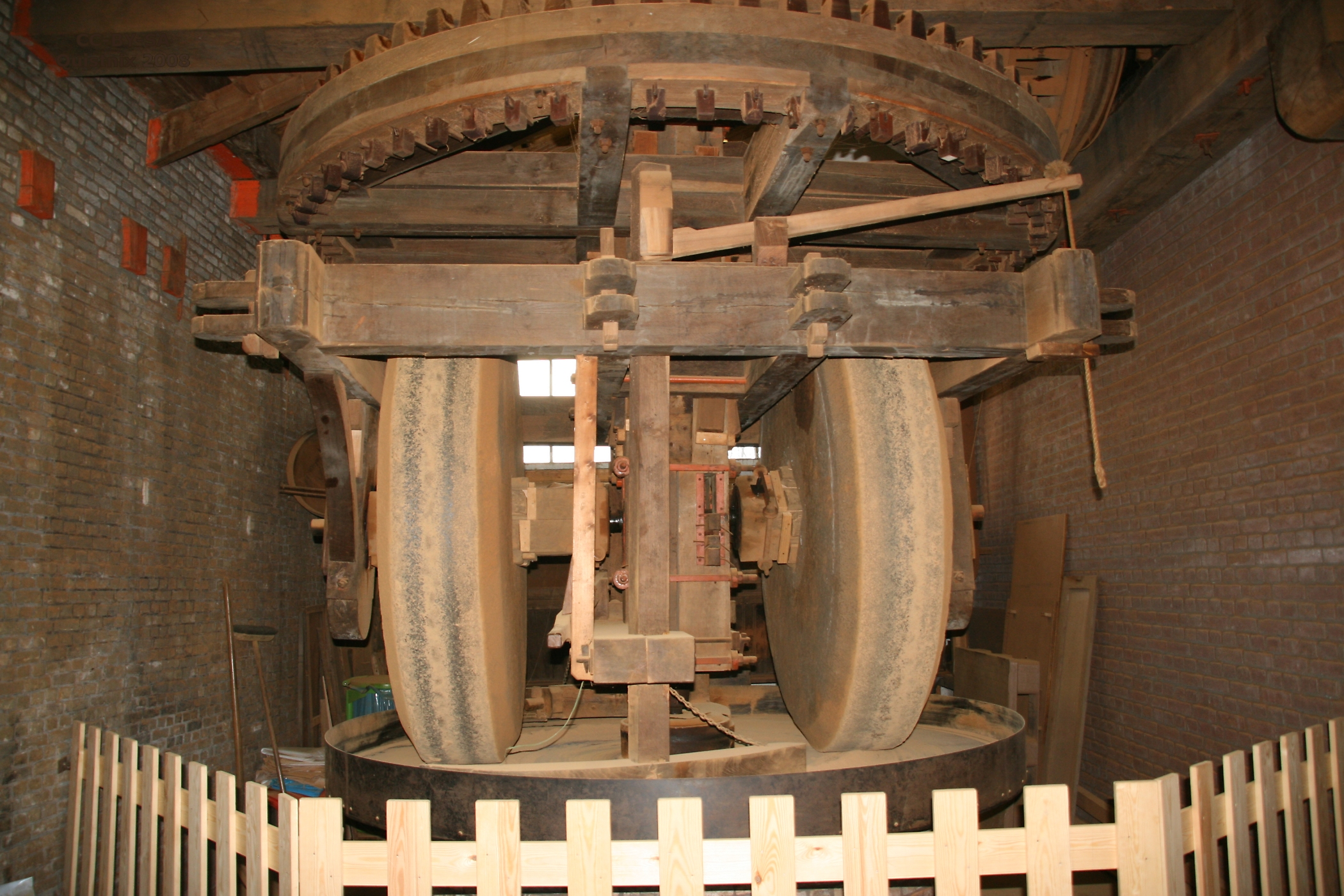
De kollergang
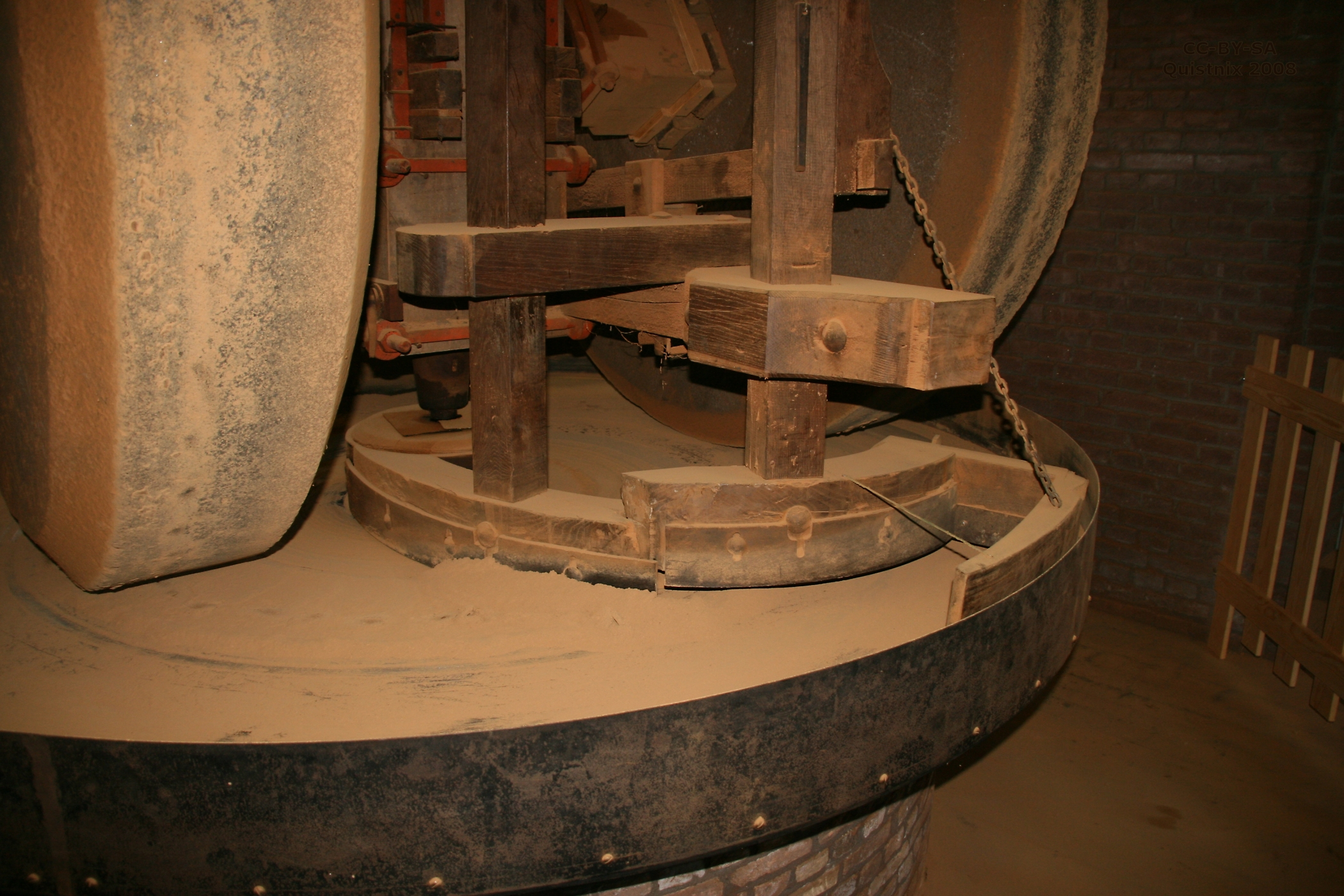
Kaneel wordt door de kollergang gemalen
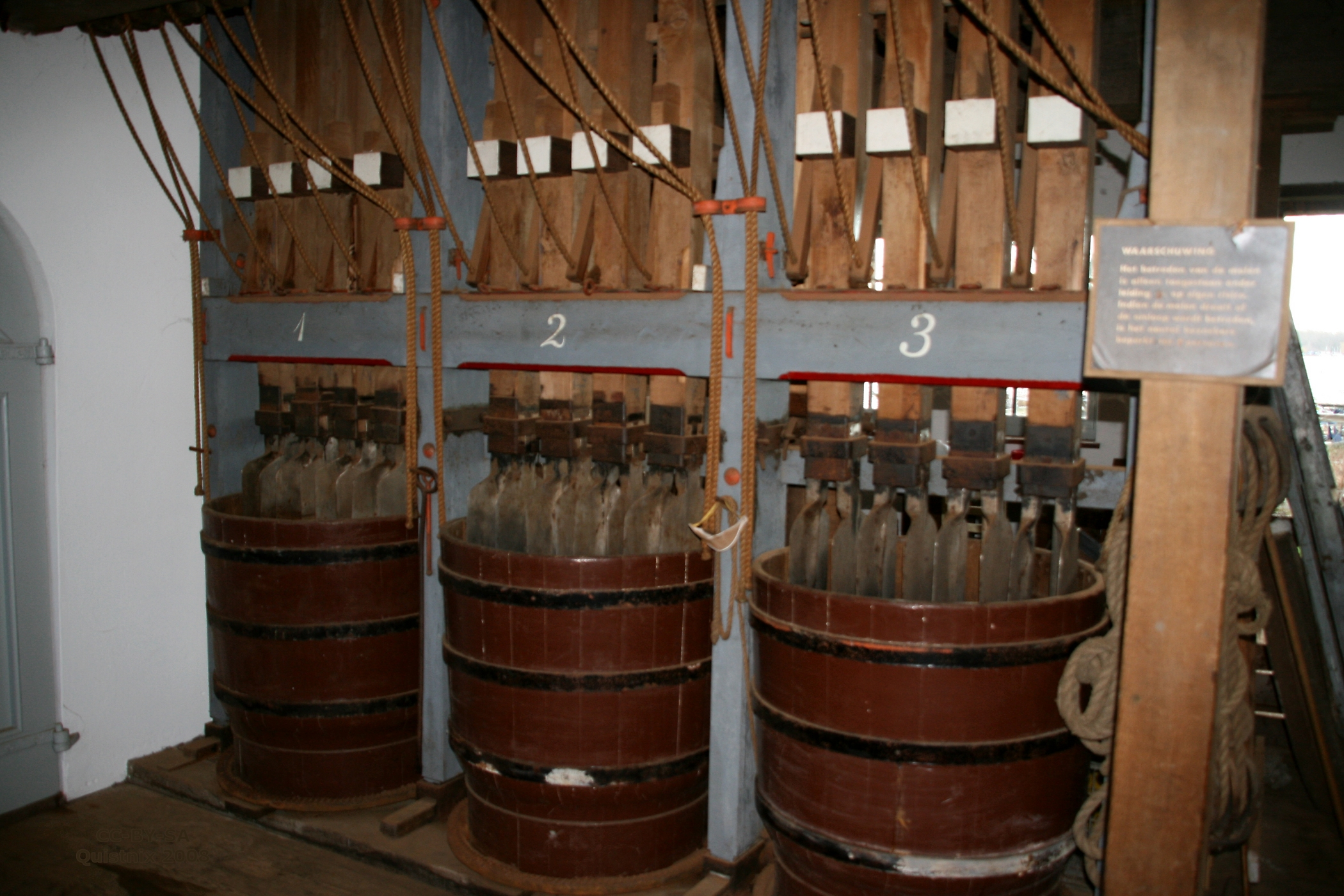
Stampkuipen 1 t/m 3
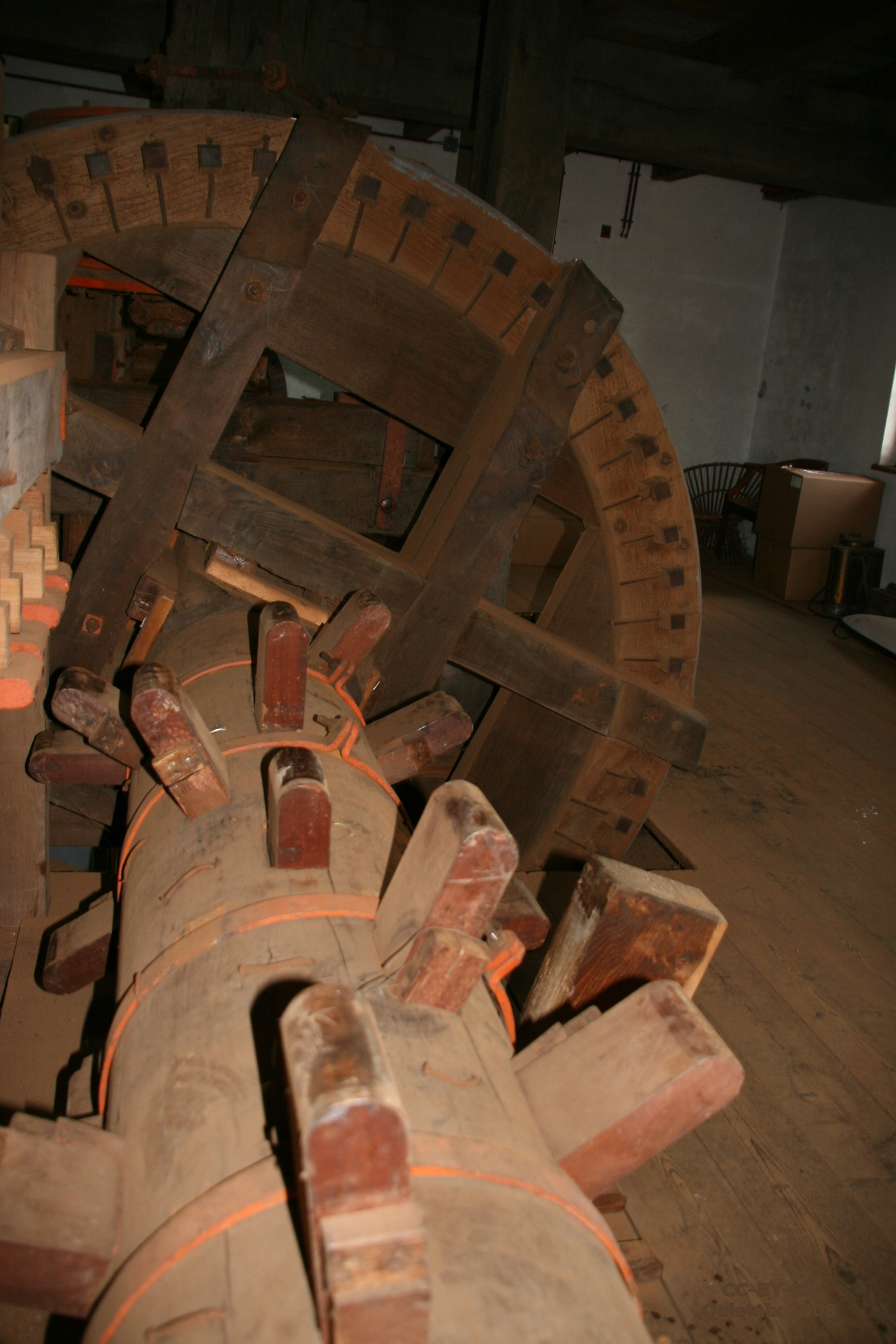
Wentelwiel en wentelas ten behoeve van de stampers
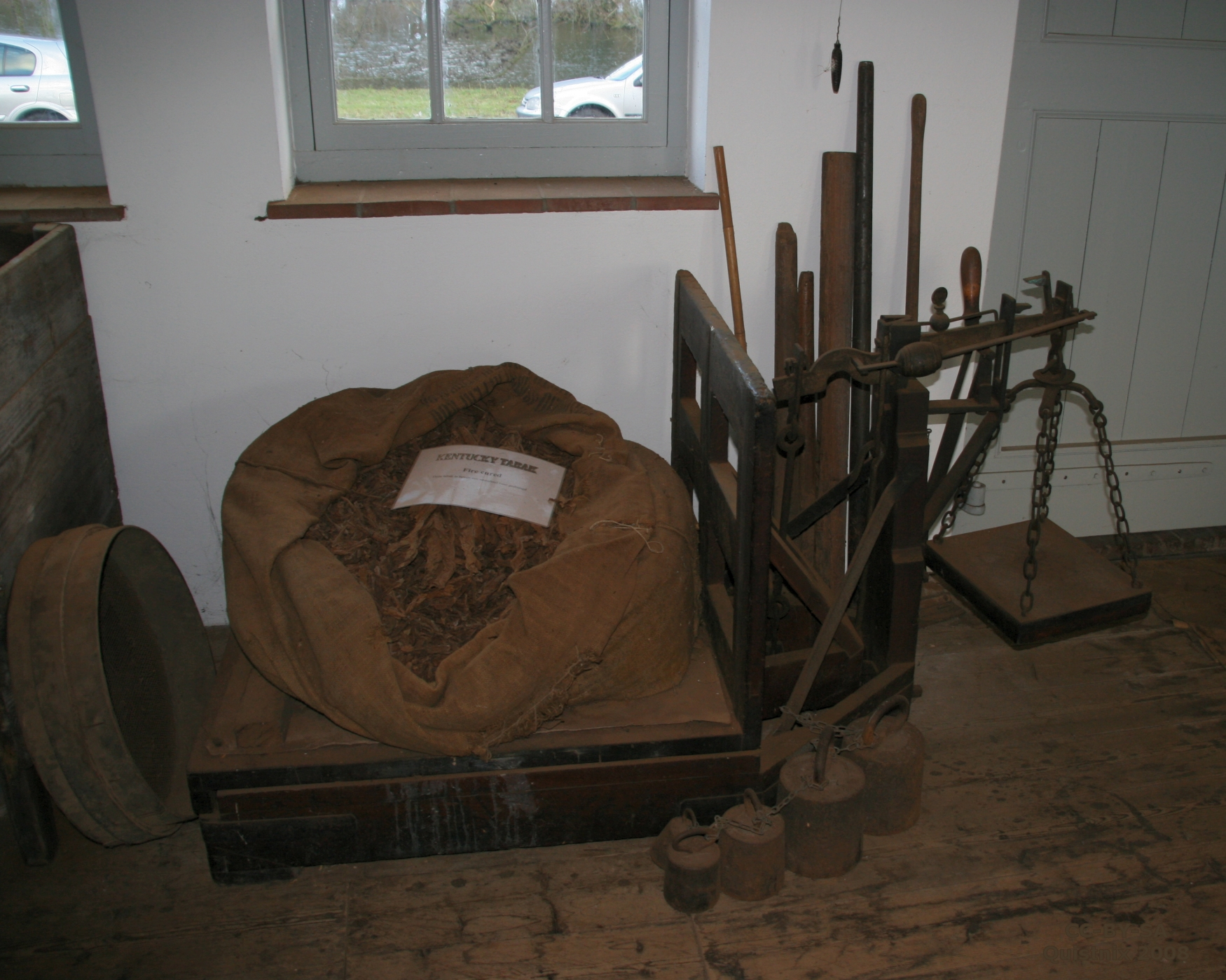
Een zak Kentucky-tabak op een weegschaal
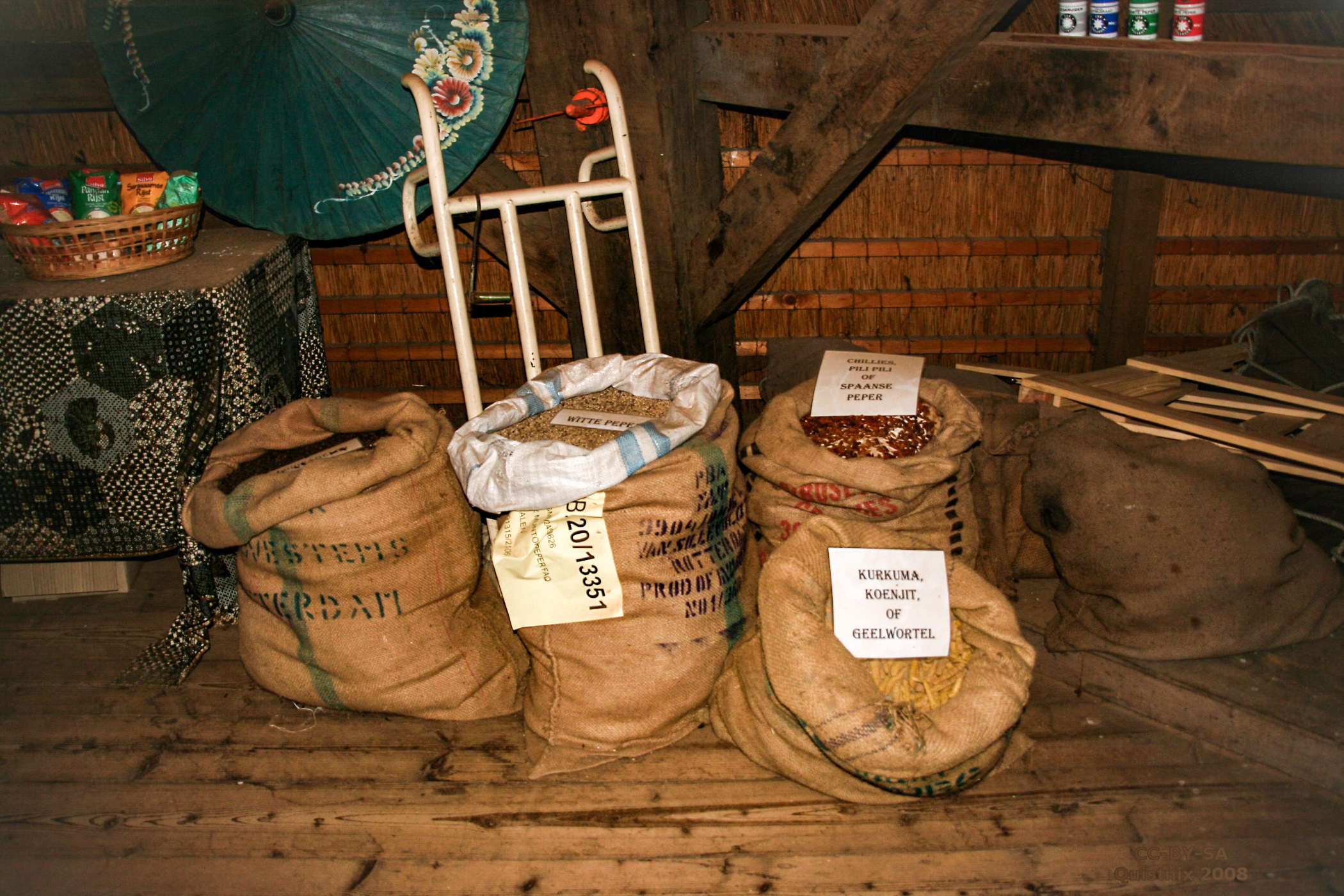
Voorbeelden van specerijen die de molen maalt
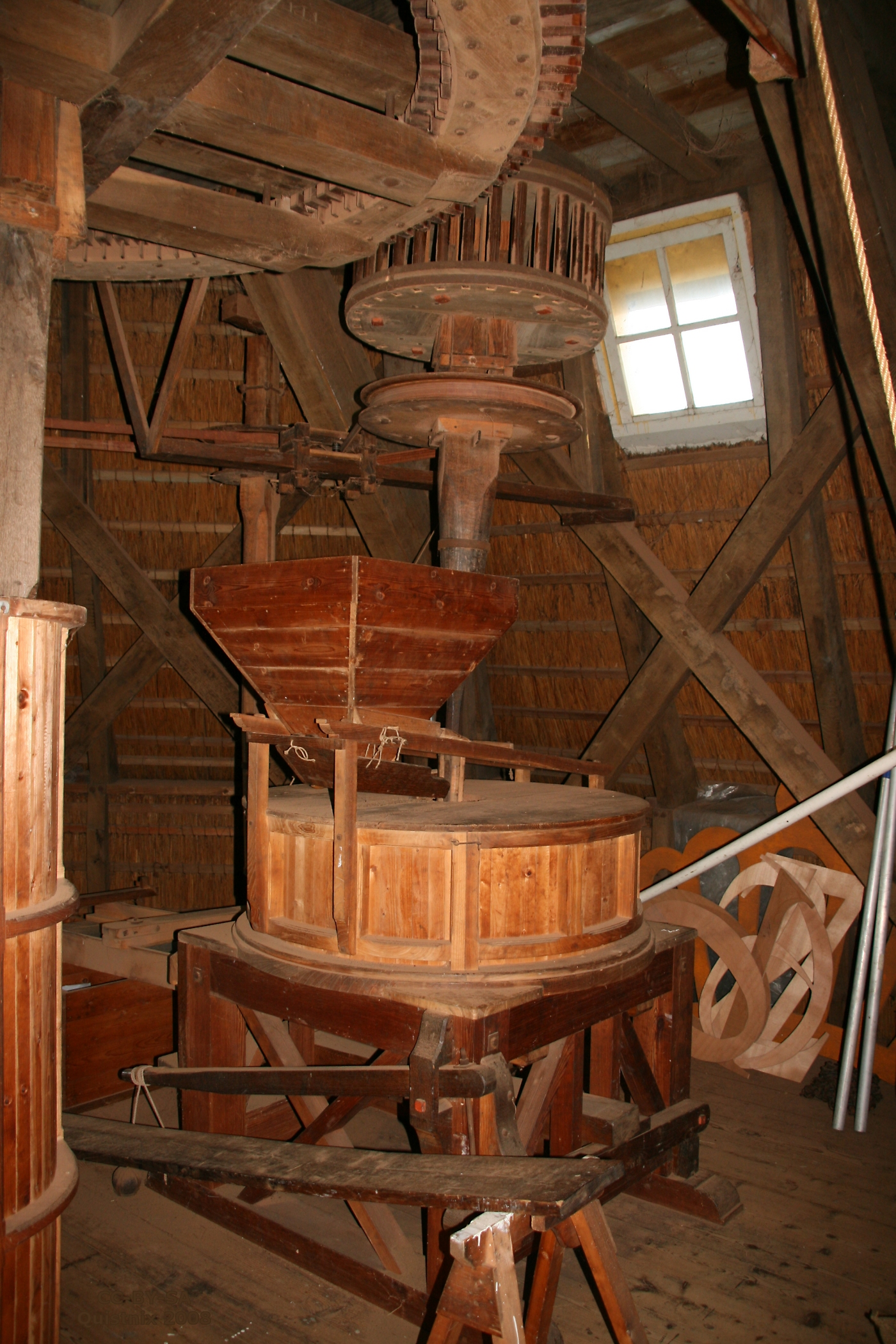
Een van de twee maalkoppels
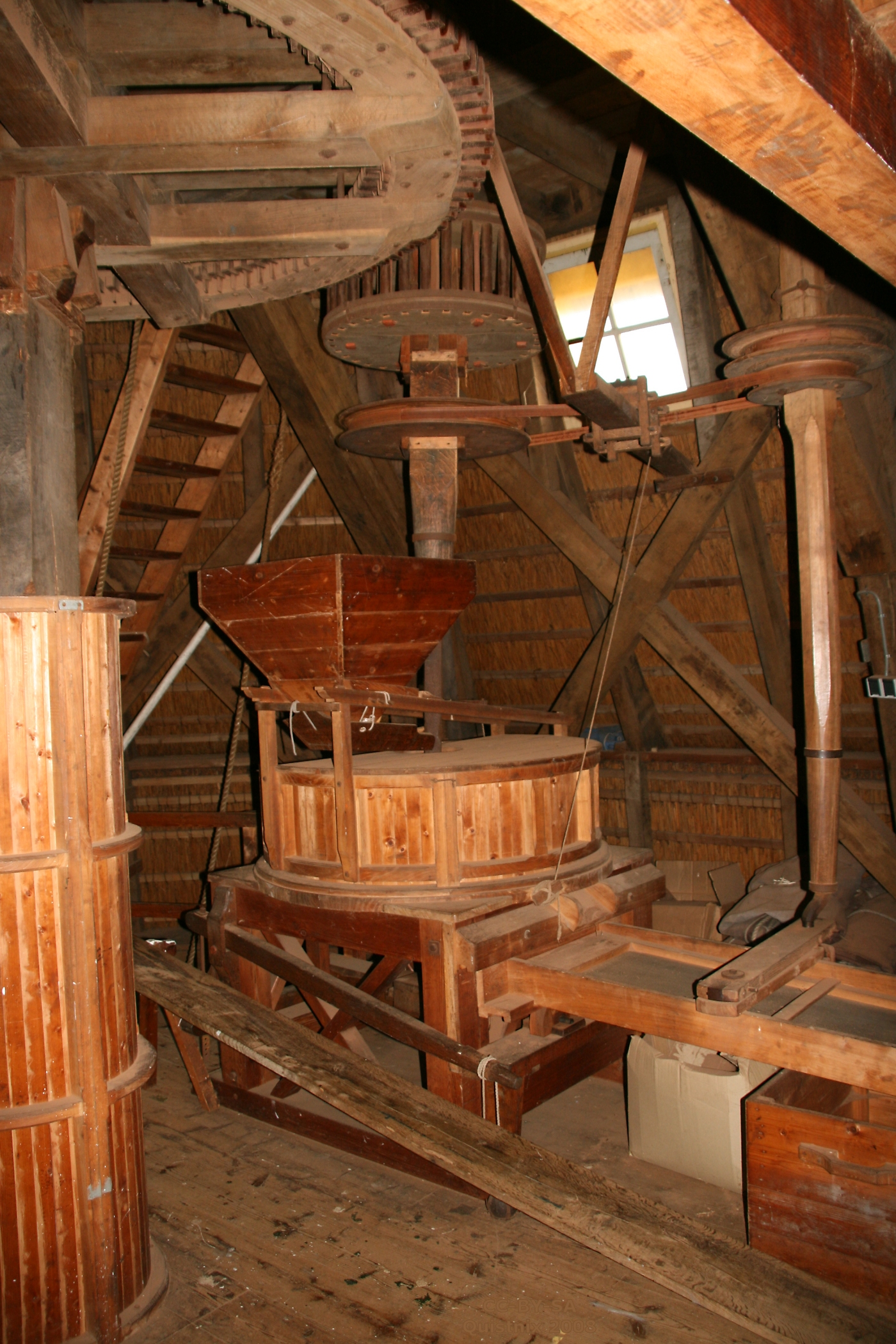
Het andere maalkoppel

## Meer foto's

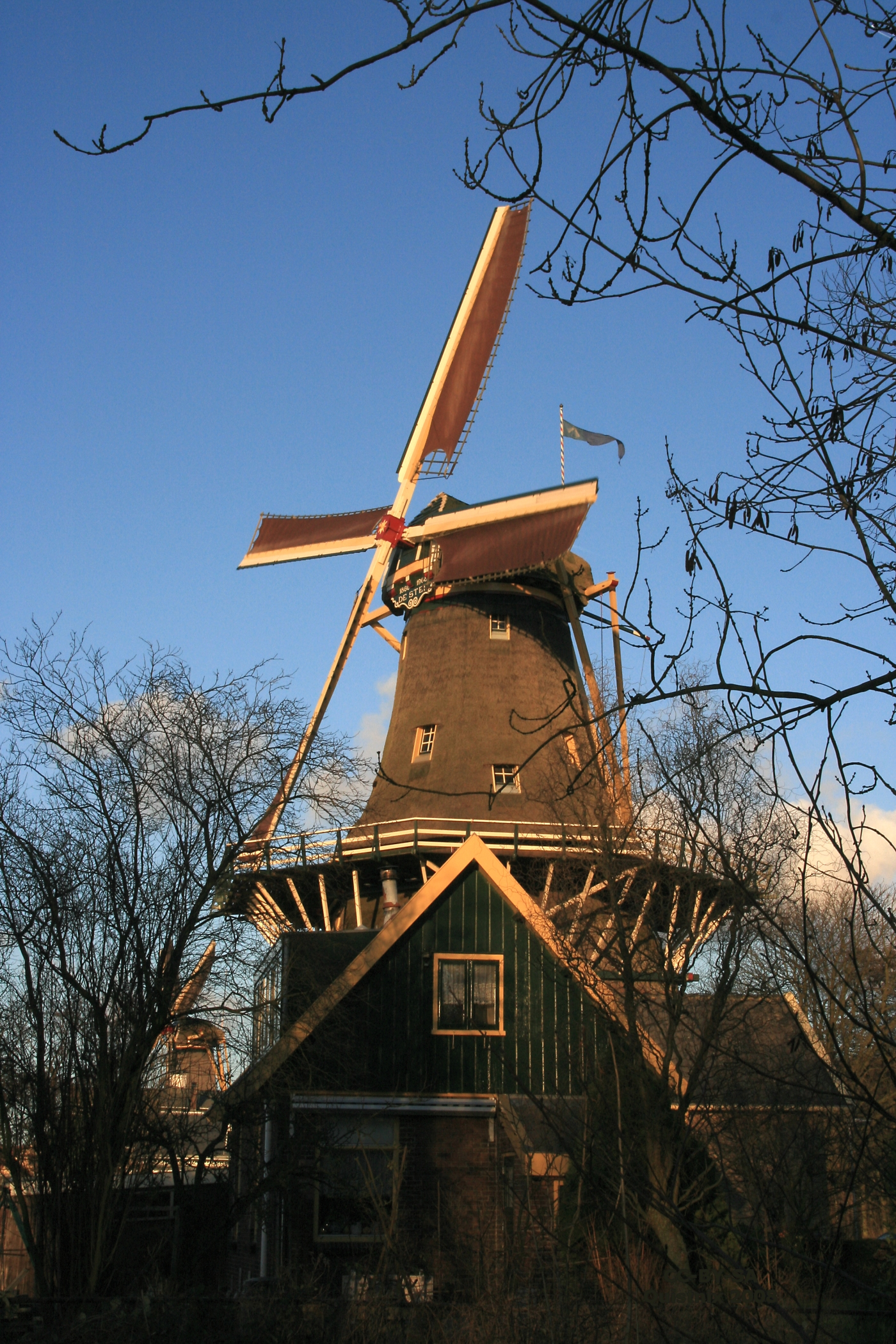
De molen gezien vanuit het westen
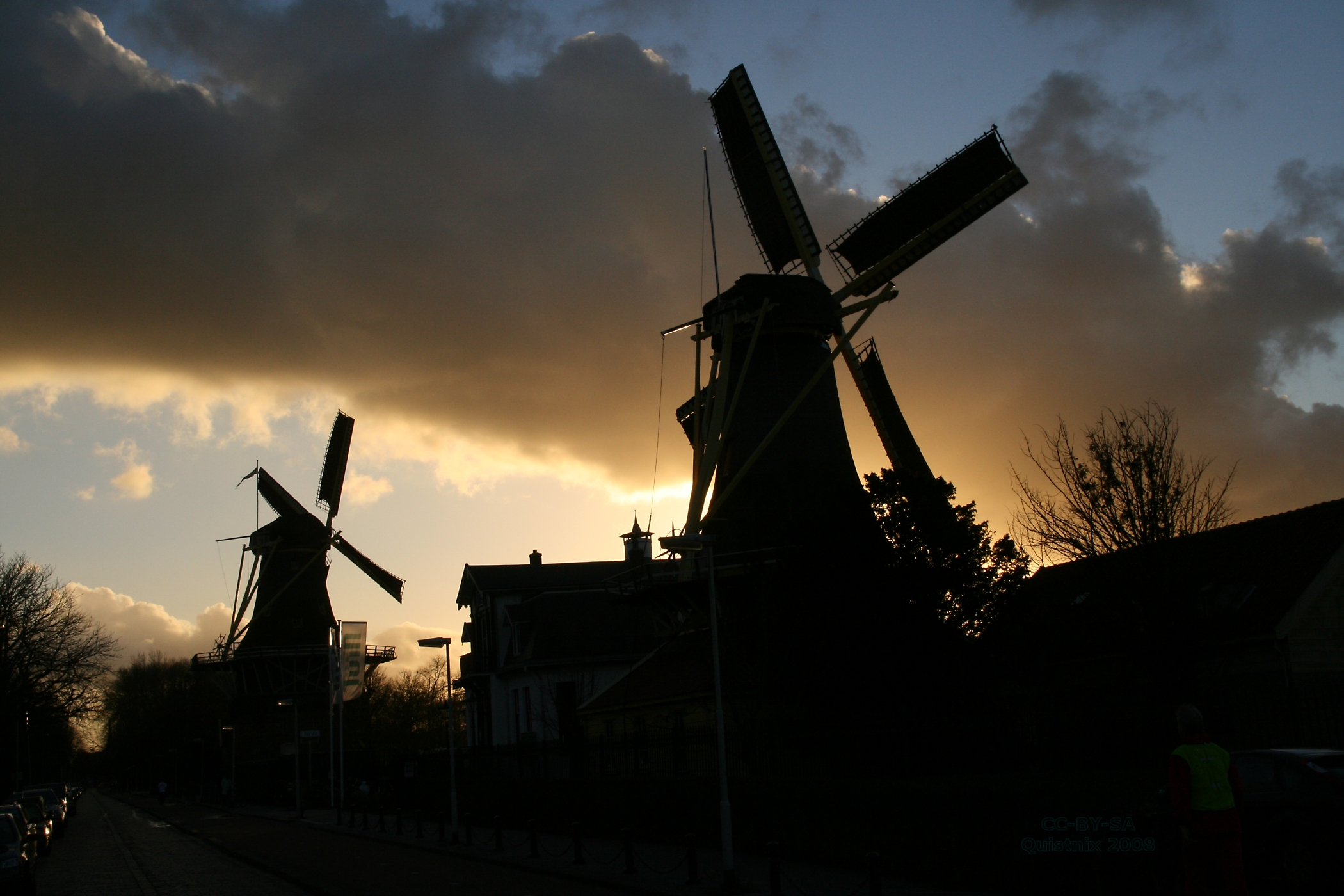
Silhouetten van De Ster en De Lelie
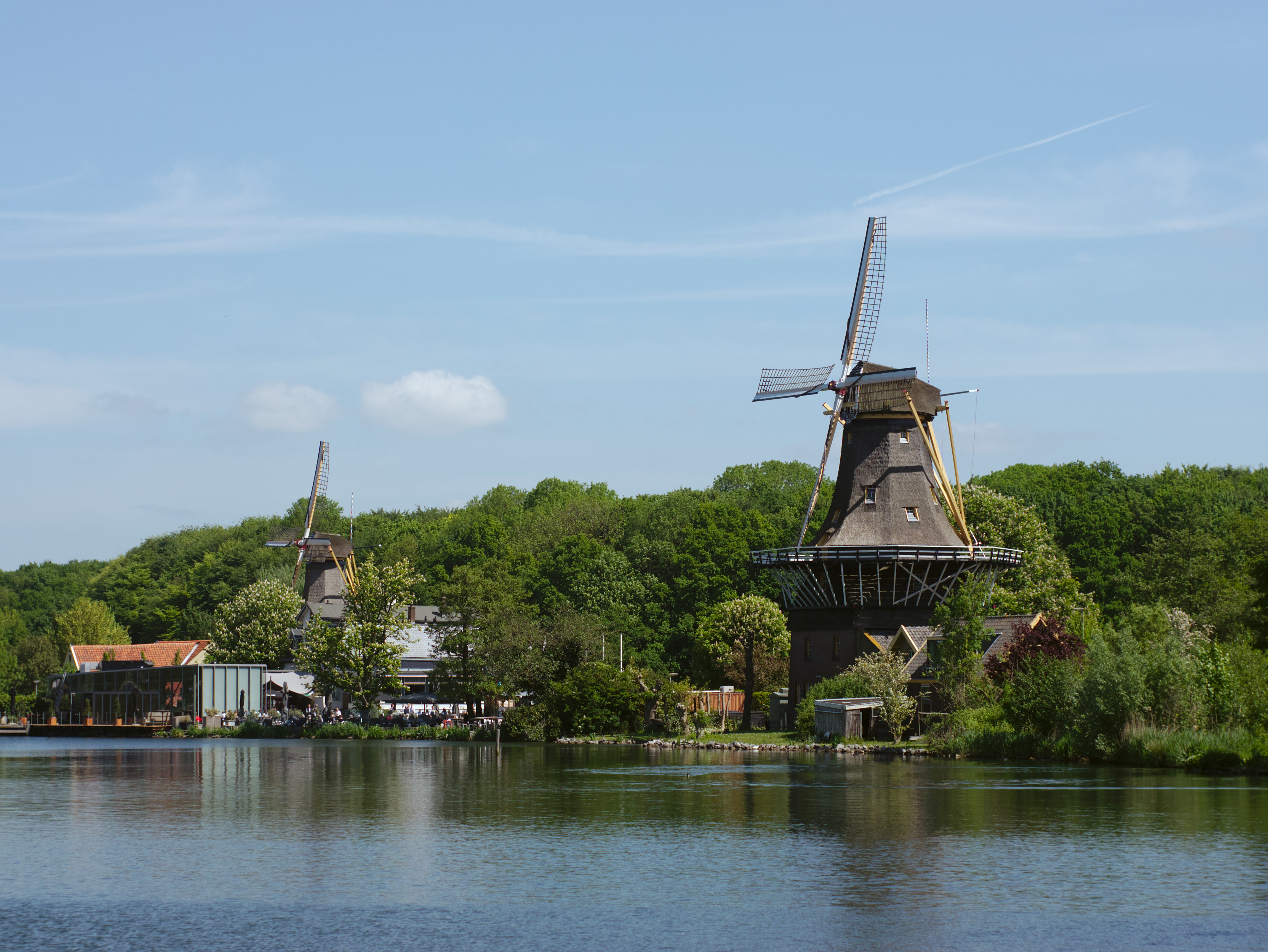
De molens gezien vanaf de Kralingse Plas

De Distilleerketel · De Hoop Rozenburg · De Lelie · De Nieuwlandse Molen · De Prinsenmolen · De Speelman · De Ster · De Vier Winden · De Zandweg

Voormalige molens

De Arend · De Bartholomeus Everardus · De Blauwe Molen · De Bok · De Bosland · Boezemmolen Nummer 1 · Boezemmolen Nummer 2 · Boezemmolen Nummer 3 · Boezemmolen Nummer 4 · Boezemmolen Nummer 5 · Boezemmolen Nummer 6 · Boezemmolen Nummer 7 · De Ceres · De Cornelis · De Francina · De Goudsblom · De Graankorrel · De Gravenlust · De Haas · Het Zeeuwse Wapen · Hoekmolen · De Hoop Delfshaven · De Hoop IJsselmonde · De Hoop Kralingen · De Hoop Overschie · De Hoop Rotterdam · De Kiesheidschemolen · De Kievit · De Korenaar · De Korenmolen · Kostverlorenmolen · Het Lam · Laantjesmolen · De Liefde · De Lokhorstermolen · De Maria · De Meerkoet · De Naarstigheid · De Noord · Oost-Blommersdijkse Molen · De Oranjeboom · De Pelikaan · Pendrechtse Molen · De Pomp · De Phoenix · De Reus · De Roode Leeuw · Rubroekse Molen · De Schulp · De Valk · Het Vertrouwen · De Vlaggeman · De Waakzaamheid · De Zuid · De Zwaan